# Економіка Замбії
Замбія — аграрна країна з розвинутою гірничою промисловістю. Основа економіки — гірничодобувна та кольорова металургія. Основні галузі промисловості: гірнича (мідно- і кобальтодобувна) та переробна, текстильна, хімічна, конструкційних м-лів, мінер. добрив. Транспорт г.ч. автомобільний, частково — залізничний, повітряний, трубопровідний. Між Ндолою і портом Дар-ес-Салам в Танзанії функціонує нафтопровід. Міжнародні летовища є поблизу Лусаки і Ндоли.

## Історія
За даними [Index of Economic Freedom, The Heritage Foundation, U.S.A. 2001]: ВВП — $ 3,7 млрд. Темп зростання ВВП — (- 2)%. ВВП на душу населення — $388. Прямі закордонні інвестиції — $ 113,5 млн. Імпорт — $ 1,6 млрд (г.ч. країни Півд. Африка — 52 %; Зімбабве — 7 %; Велика Британія — 6 %; Японія — 3 %). Експорт — $ 1,4 млрд (г.ч. Сауд. Аравія — 11,9 %; Японія — 11,5 %; Велика Британія — 10 %; Франція — 7,4 %). Основні статті експорту — мідь, кобальт і цинк, імпорту — машини і транспортне обладнання, нафта, хімічні продукти і продовольство.

## Промисловість
Єдиною великою галуззю промисловості Замбії є збагачення руд і виплавка міді та інших металів електролітичним способом. У 1990 продукція обробної промисловості становила 43 % загального обсягу виробництва і в ній була зайнята сьома частина працездатного населення країни. У Замбії обробляють сільськогосподарську сировину, випускають напої, сигарети, тканини і одяг, хімічні продукти і пластмаси, папір і інш. У 1993 вартість продукції обробної галузі становила 477,3 млн дол., а в 1995—1286 млн дол.
У середині 1970-х років Замбія переживала глибокий спад в економіці, зумовлений тривалим зниженням цін на мідь на світовому ринку. Крім того, на початковій стадії негативно позначилося також порушення зовнішньоторговельних зв'язків через громадянську війну в сусідньою Південною Родезією (нині Зімбабве). Економіка стала нормалізуватися лише на початку 1990-х років.

## Сільське господарство
Сільське господарство — основне заняття 60 % населення країни. Переважає натуральне господарство. Приблизно половина продовольчих товарів постачається на внутрішній ринок декількома сотнями великих плантаційних господарств, які належать європейцям. Тільки тютюн прямує на експорт. Основні продовольчі культури — кукурудза, просо, сорго, рис, пшениця, маніок, соєві боби, соняшник, арахіс і цукрова тростина. Четверта частина потреб місцевої текстильної промисловості забезпечується за рахунок вирощеної в країні бавовни.
Товарне виробництво яловичини, свинини і м'яса домашніх птахів зосереджено на великих фермах. Продуктивність господарств африканських селян надто низька через відсталу агротехніку, малородючі ґрунти і часті посухи. Замбія вимушена витрачати невеликі резерви іноземної валюти на імпорт продовольства (г.ч. пшениці, кукурудзи, іншого зерна) для забезпечення потреб міського населення. Ввозяться також нафта і промислові товари.

## Енергетика
У 1990-х роках в паливно-енергетичному балансі Замбії частка деревини становила 69 %, місцевого вугілля — 6 %, імпортної нафти — 11 %, ГЕС — 14 %. У 1990 було вироблено 7,8 млн кВт·год електроенергії, з них 19 % було експортовано в Зімбабве. У 2015 році було вироблено 13,28 млрд. кВт·год.

## Туризм
Внесок туризму до ВВП Замбії є значним. Зокрема, природні атракції, такі як Водоспад Вікторія, залучають значну кількість туристів, що приносить доходи від вхідних квитків, екскурсій та інших туристичних послуг. Туризм також підтримує інші сектори економіки через мультиплікативний ефект.
Туризм створює численні робочі місця в Замбії. Наприклад, національні парки та готелі наймають місцевих жителів на різні посади, включаючи гідів, водіїв, кухарів та працівників готелів. Суміжні галузі, такі як ремесла та сільське господарство, також виграють від туристичного попиту.
Туристи, відвідуючи Замбію, приносять з собою іноземну валюту. Це допомагає стабілізувати валютний ринок країни та забезпечує валютні резерви. Основні джерела валюти включають витрати на проживання, харчування, сувеніри та екскурсії.
Розвиток туризму в Замбії сприяє покращенню інфраструктури. Наприклад, для полегшення доступу до національних парків та інших туристичних об'єктів були покращені дороги та аеропорти. Готелі та ресторани, що обслуговують туристів, також зазнали оновлення та модернізації.
Туризм в Замбії сприяє соціально-економічному розвитку, особливо в сільських районах. Місцеві громади отримують доходи від продажу сувенірів та надання послуг, що сприяє зростанню їхнього добробуту. Туризм також стимулює збереження культурної спадщини та природних ресурсів, оскільки місцеві громади усвідомлюють їх цінність для туристів.
Замбія має потенціал для подальшого розвитку туризму. Зокрема, подальші інвестиції в інфраструктуру, покращення маркетингу та зміцнення регуляторного середовища можуть допомогти максимізувати економічний вплив туризму. Крім того, стале управління природними ресурсами та культурною спадщиною забезпечить довгостроковий успіх туристичного сектору.
Туризм у Замбії створює як прямий, так і непрямий економічний вплив. Прямий вплив включає доходи від готелів, ресторанів, транспорту та екскурсійних послуг. Непрямий вплив включає постачання товарів та послуг, необхідних для підтримки туристичного сектору, таких як продукти харчування, будівельні матеріали та інші товари.
Туризм є однією з основних експортних галузей Замбії, оскільки туристи купують послуги всередині країни, тим самим вносячи кошти в економіку. Ці кошти допомагають знизити дефіцит торгового балансу, сприяючи економічній стабільності.
Місцеві підприємці виграють від туризму, відкриваючи малі бізнеси, такі як сувенірні лавки, кафе, транспортні компанії та готелі. Це сприяє розвитку підприємництва та диверсифікації економіки.
Туризм стимулює інвестиції як з боку держави, так і приватного сектора. Уряд інвестує в інфраструктуру, таку як дороги, аеропорти та національні парки. Приватні інвестори вкладають кошти у будівництво готелів, ресторанів та інших туристичних об'єктів.
Зростання туристичного сектору стимулює збереження природних ресурсів та дикої природи, оскільки туристи приїжджають, щоб насолодитися природною красою Замбії. Це сприяє створенню та підтримці національних парків та заповідників, де місцеві громади працюють як захисники природи та туроператори.